# Агрусти, Андреа
Андреа Агрусти (итал. Andrea Agrusti; род. 30 августа 1995, Сассари, Сардиния) — итальянский легкоатлет, специалист по спортивной ходьбе. Выступает на профессиональном уровне с 2009 года, победитель командного чемпионата Европы, многократный призёр первенств национального значения, участник летних Олимпийских игр в Токио.

## Биография
Андреа Агрусти родился 30 августа 1995 года в городе Сассари, Сардиния.
Заинтересовался спортом в 2004 году после просмотра по телевизору Олимпийских игр в Афинах, первое время бегал спринт, играл в баскетбол, затем перешёл в спортивную ходьбу. Проходил подготовку в местной секции под руководством тренера Марко Санны, позднее переехал на постоянное жительство в Рим и стал подопечным Патрицио Парчезепе.
Впервые заявил о себе в сезоне 2009 года, выиграв серебряную медаль в ходьбе на 5000 метров на Мемориале Франческо Бронцини в Сассари.
В 2014 году одержал победу на чемпионате Италии среди юниоров в Турине в дисциплине 10 000 метров.
В 2017 году вошёл в состав итальянской сборной и выступил на Кубке Европы по спортивной ходьбе в Подебрадах, где занял 11-е место в личном зачёте 50 км и тем самым помог соотечественникам выиграть серебряные медали командного зачёта. Также в этом сезоне финишировал седьмым в ходьбе на 20 км на молодёжном европейском первенстве в Быдгоще.
В 2018 году в дисциплине 50 км показал 22-й результат на командном чемпионате мира в Тайцане и 11-й результат на чемпионате Европы в Берлине.
На Кубке Европы 2019 года в Алитусе сошёл с дистанции 50 км.
В 2021 году на командном чемпионате Европы в Подебрадах с личным рекордом 3:49:52 завоевал бронзовую и золотую награды в личном и командном зачётах 50 км соответственно. Выполнив олимпийский квалификационный норматив (3:50:00), удостоился права защищать честь страны на летних Олимпийских играх в Токио — в программе ходьбы на 50 км показал время 4:01:10, расположившись в итоговом протоколе соревнований на 23-й строке.
В 2022 году принимал участие в чемпионате мира в Юджине, в дисциплине 35 км был дисквалифицирован за нарушение техники ходьбы.